# John Szarkowski
John Szarkowski (Ashland  (Wisconsin), 18 de diciembre de 1925 - Pittsfield (Massachusetts), 7 de julio de 2007) fue un fotógrafo, conservador, historiador y crítico de arte estadounidense. Entre 1962 y 1991 fue director de fotografía del Museo de Arte Moderno de Nueva York.

## Biografía
Szarkowski nació y creció en Ashland (Wisconsin) y empezó a interesarse en la fotografía a los once años. Durante la Segunda Guerra Mundial integró el Ejército de los Estados Unidos. Posteriormente obtuvo un título en Historia del Arte de la Universidad de Wisconsin-Madison. A partir de entonces empezó a trabajar como fotógrafo de museo en el Walker Art Center en Minneapolis.
En esa época también trabajó como fotógrafo artístico. Su primera exhibición individual fue en el Walker Art Center en 1949. En 1954, recibió la primera de dos becas Guggenheim con la cual escribió el libro The Idea of Louis Sullivan. Entre 1958 y 1962, regresó a Wisconsin. Allí usó su segunda beca Guggenheim en 1961 para investigar la relación entre las personas y el espacio.
Szarkowski enseñó en la Universidad Harvard, Universidad Yale, Universidad Cornell y en la Universidad de Nueva York. En 1991, se retiró de su puesto en el Museo de Arte Moderno, en donde fue sucedido por Peter Galassi.
Después de su retiro, Szarkowski se dedicó a tomar fotografía nuevamente. Durante 2005 tuvo varias exhibiciones individuales en los Estados Unidos y en 2006 tuvo su primera retrospectiva en el Museo de Arte Moderno.
Szarkowski murió de un accidente cerebrovascular a los 81 años, el 7 de julio de 2007.

## Obras notables
- John Szarkowski: Photographs (2005)
- Mr. Bristol's Barn (1997)
- Looking at Photographs (1974)
- The Photographer's Eye (1966)
- The Face of Minnesota (1958)
- The Idea of Louis Sullivan (1956)